# 塔利雪
塔利雪（法語：Talissieu，法語發音：[talisjø]）是法国安省的一个市镇，位于该省东南部，属于贝莱区。

## 地理
塔利雪（45°51'57"N, 5°43'30"E）面积4.8 平方千米，位于法国奥弗涅-罗讷-阿尔卑斯大区安省，该省份为法国东部省份，北起汝拉省，西北接索恩-卢瓦尔省，西接罗讷省和里昂大都会，南至伊泽尔省，东与萨瓦省、上萨瓦省和瑞士接壤。
与塔利雪接壤的市镇（或旧市镇、城区）包括：阿特马尔、塞泽里约、塞朗河畔瓦尔罗梅、瓦尔罗梅地区阿尔维耶尔、屈洛兹-贝翁。

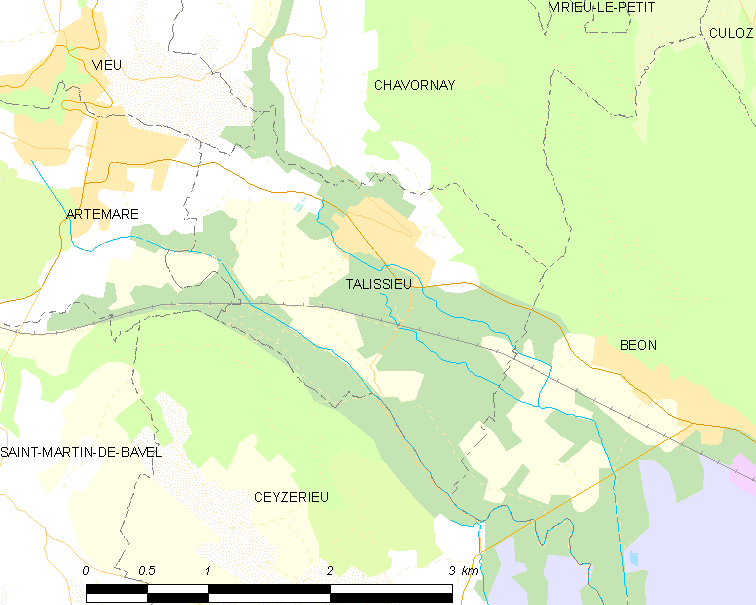
塔利雪的OSM定位图

塔利雪的时区为UTC+01:00、UTC+02:00（夏令时）。

## 行政
塔利雪的邮政编码为01510，INSEE市镇编码为01415。

## 政治
塔利雪所属的省级选区为普拉托多特维尔县。

## 人口

1962-2008年间塔利雪人口变化图示

塔利雪于2022年1月1日时的人口数量为514人。